# Ушна шкољка
Ушна шкољка (лат. concha auricularis) је са спољашње стране главе видљиви део ува направљен од хрскавице која омогућава да слушалац лоцира извор звука. Својим изгледом, у зависности да ли је усправна или висећа, кратка или дуга, ушна шкољка даје јединствен и препознатљив изглед свакој особи али и многим расама.
Кожа шкољке је богато васкуларизована и чврсто се прислања уз хрскавицу. Доњи, ужи део шкољке не садржи хрскавицу, мекан је и назива се ресица ушне шкољке.

## Ембриологија
Ушна шкољка се развија од шест пупољака смештених око примитивног спољњег канала у шестој недељи интраутериног живота. У другом феталном месецу ствара се шест квржица мезенхимног ткива око прве шкржне бразде. Једна група припада првом, а друга другом шкржном луку. Касније се оне спајају градећи ушну шкољу. У међувремену се од њиховог мезенхима ствара хрскавичава подлога ушне шкољке. Пупољак од кога ће се развити трагус одваја се од другог бранхијалног лука. При крају трећег месеца гестације пупољци се спајају и формирају обликовану шкољку.
У раној фази постанка ушна шкољка се налази у антеромедијалној позицији а касније се услед развоја лица и вилица помера дорзолатерално. 
Спољни ушни ходник развија се из ектодерма задњег дела прве шкржне бразде. На крају другог месеца настаје пролиферација ектодерма и ствара са јамица будући спољни део спољашњег ушног ходника. У трећем месецу епител на дну ове јамице нагло расте у дубину према постојећем средњем уву и тако се формира унутрашњи део спољног у шног ходника. У току осмог месеца ектодермално задебљање се ресорбује, и формира шупљину спољног ушног ходника. Због непотпуне ресорпције епитела, код новорођенчади се у спољном ушном ходнику могу наћи епидермални чепови.

## Улога ушне шкољке
За разлику од других сисара код човека је ушна шкољка непокретна и има више естетски него функционални значај, јер њен потпуни недостатак не утиче битно на функцију слуха. За разлику од човека пас има покретљиву ушну шкољку (коју контролише 18 мишића) па је помера у циљу побољшања примања звучних таласа.

## Анатомија
Ушна шкољка, која има облик левка смештена је на бочној страни главе између виличног зглоба и мастоидног наставка. Она је већим делом кожно-хрскавичаве грађе, осим у доњем делу, у коме недостаје хрскавица, и који носи назив ресица ушне шкољке или аурикула (лат. lobulus auricularis). Поред коже и хрскавице од којих је изграђен највећи део шкољке у њен састав улазе и везивно ткиво, мишићи и крвни судови и живци. Кожа ушне шкољке је богато васкуларизована и чврсто приања уз хрскавицу.
На ушној шкољци разлкујемо; спољашњу и унутрашњу (конвексну) страну и једну ободну ивицу (која је испупчена). Са обе стране уша шкољка је набрана хрскавицом која гради удубљењења и испупчења. Ушна шкољка је у просеку дугачка 6—8 см а широка 3—5 см.
У централном делу са спољашње стране ушне шкољке налази се централно удубљење (лат. concha auricularis), које се наставља унутар главе у спољашњи ушни канал ува. У овом делу удубљења налази се и троугласто испупчење обрасло длачицама (лат. tragus), чије је врх окренут уназад.
Мишићи ушне шкољке
Мишићи ушне шкољке или спољашњег ува су мали закржљали мишићи, који се зракасто пружају од ушне шкољке до околних коштаних структура и апонеурозе свода лобање. Ову групу сачињавају три парна мишића:
- предњи ушни мишић (лат. musculus auricularis anterior),
- горњи ушни мишић (лат. musculus auricularis superior) и
- задњи ушни мишић (лат. musculus auricularis posterior).

Сви они су инервисани гранама фацијалног живца и код човека немају никакво дејство (односно могу незнатно да померају ушну шкољку код појединих особа). Код неких врста животиња ови мишићи могу да померају спољашње ухо у разним правцима и да га окрећу ка извору звучних таласа.